# Christian Lous Lange
Christian Lous Lange (Stavanger, 17 settembre 1869 – Oslo, 11 dicembre 1938) è stato un politico norvegese, vincitore del Premio Nobel per la pace nel 1921, assieme a Karl Hjalmar Branting.

## Biografia
Laureatosi presso l'Università di Oslo nel 1893, nel 1909 divenne segretario generale dell'Unione Interparlamentare, organismo internazionale fondato nel 1889 da William Randal Cremer. Mantenne la carica fino al 1933, ottenendo il riconoscimento del Premio Nobel nel 1921.